# Philippe Berruyer
Philippe Berruyer (Tours, circa 1190 – Bourges, 9 gennaio 1260) è stato un arcivescovo cattolico francese, venerato come santo dalla Chiesa cattolica.

## Biografia
Nacque verso il 1190, figlio di Girard Berruyer (secondo altre fonti Estienne) e di sua moglie Mathée. Suo zio Guillaume de Donjon divenne vescovo di Bourges nel 1200 e fu canonizzato nel 1218. 
Philippe studiò a Parigi, fu ordinato sacerdote a Tours e ne divenne canonico, poi fu nominato arcidiacono di Beaugency, vicino a Orléans. Nel 1234 fu nominato vescovo di Orléans e nel 1236 fu promosso arcivescovo di Bourges. Nello stesso anno scagliò l'interdetto sulla città di Orléans, dopo che vi erano scoppiati violenti disordini tra residenti e studenti. La sua preoccupazione speciale era il clero; alcuni sacerdoti furono sollevati dal loro incarico perché miravano solo al loro beneficio, ad altri assicurò un reddito sufficiente. Lui stesso visse in modo strettamente ascetico, digiunava regolarmente e si alzava ogni giorno a mezzanotte per gli esercizi di penitenza, flagellazione e preghiera. L'Annunciazione era importante per lui, motivo per cui nel 1239 fondò un monastero domenicano a Bourges e supervisionò la costruzione della cattedrale, il cui architetto o capomastro è sconosciuto. Fu lodato anche per la sua opere di carità e gli furono attribuiti alcuni miracoli: la guarigione di alcuni malati dopo la sua visita.
Nel 1248 accompagnò il re Luigi IX alla settima crociata; dopo la conquista di Damietta, tornò a casa, probabilmente alla fine dell'anno 1249. Nella primavera del 1251 fronteggiò la Crociata dei pastori a Bourges, una rivolta della popolazione rurale sotto la guida di un vecchio monaco ungherese. Questo questi fu ucciso, la rivolta che aveva attanagliato gran parte della Francia terminò.

## Culto
Filippo morì in fama di santità. Furono riportati alcuni miracoli avvenuti sulla sua tomba: all'apertura della causa di canonizzazione nel 1265, furono approvati 43 miracoli.
Venne canonizzato nel 1267 da papa Clemente IV.